# Zwonowice
Zwonowice (niem. Zwonowitz, daw. Dzwonowice) – wieś w Polsce położona w województwie śląskim, w powiecie rybnickim, w gminie Lyski.
Wieś leży w całości na terenie kompleksu krajobrazowego Cysterskie Kompozycje Krajobrazowe Rud Wielkich.
| SIMC    | Nazwa | Rodzaj    |
| ------- | ----- | --------- |
| 0216540 | Lipie | część wsi |

W latach 1975–1998 miejscowość administracyjnie należała do województwa katowickiego. 1973–1977 w gminie Chwałęcice.
W Zwonowicach znajdują się: szkoła podstawowa i przedszkole, kościół pod wezwaniem Matki Bożej Różańcowej, zabytkowy dwór pocysterski, tor motocrossowy. We wsi siedzibę ma firma Classen.

## Historia
Źródło:
Jedne z pierwszych wzmianek o wsi Zwonowice (Dzwonowice) pochodzą z XIII w. W tym czasie wieś Zwonowice weszła w skład Opactwa Ojców Cystersów.
W 1922 r. miejscowość włączono do Polski.
Pod koniec XVIII w. wybudowano w centralnej części wsi kapliczkę pod wezwaniem św. Jana Nepomucena z figurą świętego i z małym dzwonem. Przetrwała ona do 1908 r. W 1909 roku zakończono budowę większej kaplicy w miejscu dawnej małej kapliczki, we wrześniu tego roku dokonano poświęcenia kościółka, a jako patronkę obrano Matkę Bożą Różańcową. Budowę kaplicy i wystrój wnętrza ufundowali zwonowiczanie. Raz w miesiącu odbywały się tam msze święte.
W latach 1983–1989 wybudowano nowy kościół. Ze względu na zwiększony ruch kapliczkę rozebrano w roku 1996, a w jej miejsce powstało rondo z figurą św. Jana Nepomucena.
W nocy z poniedziałku 16 na wtorek 17 kwietnia 2012 w Zwonowicach doszło do kradzieży figury Maryi, która stała w kapliczce-grocie obok skrzyżowania ulic Wyzwolenia i Gaszowickiej. Posąg miał wysokość ok. 1,5 m i stał w tym miejscu około 40 lat. Ksiądz parafii zebrał od wiernych pieniądze na nową figurę, która została umiejscowiona w tym samym roku w kapliczce.

## Komunikacja
- Kursuje linia 45 obsługiwana przez KM Rybnik
- Drogi w kierunku Rybnika oraz Lysek, Górek Śląskich